# Puccinia smyrnii
Puccinia smyrnii är en svampart som beskrevs av Biv. 1894. Puccinia smyrnii ingår i släktet Puccinia och familjen Pucciniaceae.   Inga underarter finns listade i Catalogue of Life.